# 米克·布拉夫
米克·布拉夫（英語：Mick Brough，1899年10月8日—1960年10月25日），新西兰男子赛艇运动员。他曾代表新西兰参加1930年大英帝国运动会赛艇比赛，获得男子四人单桨有舵手金牌和男子八人单桨有舵手银牌。